# Jean-Claude Lafourcade
Pour les articles homonymes, voir Lafourcade.
Jean-Claude Lafourcade, né le 7 janvier 1943 à Talence (Gironde), est un général français. 

## Biographie
Saint-Cyrien de la promotion « Serment de 14 » (1963-1965), officier parachutiste des troupes de marine, le général Lafourcade fut chef de cabinet du général Marcel Bigeard lorsque celui-ci était secrétaire d'État à la Défense en 1975-1976 dans le gouvernement de Jacques Chirac. Il commanda le 8e régiment de parachutistes d'infanterie de marine à Castres à la fin des années 1980.
En juin 1994, alors qu'il est général de brigade, adjoint à la 11e division parachutiste à Toulouse, il est désigné pour prendre le commandement de l'opération Turquoise, organisée par la France, avec le concours de quelques pays africains, sous mandat de l'ONU, afin de mener une opération humanitaire au Rwanda, alors que s'y déroulait le génocide des Tutsi,,.
Le général Lafourcade est nommé commandeur de la Légion d'honneur en 2000. Par la suite, le général Lafourcade est successivement sous-chef d'état-major « opérations » de l'armée de terre, commandant supérieur des forces armées de Nouvelle-Calédonie puis Commandant de la Force d'action terrestre (CFAT) à Lille. Général de corps d'armée (4 étoiles), il est admis en deuxième section en 2003. 

## Opération Turquoise
Il est un des fondateurs et le président de l'Association France Turquoise, destinée à défendre l'honneur de l'Armée française au Rwanda. En 2010, le général Lafourcade rapporte l'intervention de la France au Rwanda, qu'il a conduite du 22 juin au 22 août 1994 sous mandat de l'ONU, dans son livre Opération Turquoise-Rwanda 1994 écrit avec le journaliste Guillaume Riffaud. 
Il a été entendu en janvier 2016 comme témoin assisté dans le cadre d’une information judiciaire pour complicité de génocide et de crimes contre l’humanité visant des militaires français ayant participé à l’opération Turquoise, à l’initiative de rescapés rwandais des massacres de Bisesero. Lors de cette audition, il a plaidé en faveur de l’Armée française,.
En 2011, il reçoit le prix littéraire de La Saint-Cyrienne.

## Publication
Général Jean-Claude Lafourcade et Guillaume Riffaud, Opération Turquoise : Rwanda, 1994, Paris, Librairie Académique Perrin, 1er avril 2010, 228 p. (ISBN 978-2-262-03128-2).